# Лебедев, Алексей Борисович
Алексей Борисович Лебедев (1883, Сердобск — 1941, Ленинград) — русский и советский электротехник, член-корреспондент АН СССР (1939). Занимался исследованиями в области электрической тяги.

## Биография
Алексей Лебедев родился 17 (29) декабря 1883 года в Сердобске (ныне Пензенская область). Учился в Петербургском политехническом институте, одновременно подрабатывая слесарем Василеостровского трамвайного парка. Был учеником профессора Александра Викторовича Вульфа. В 1909 году окончил институт, после чего остался там работать преподавателем. В 1914 году обосновал использование постоянного тока (3000—5000 V) для электрификации железных дорог (эта система была принята в СССР в 1931 году). В 1924 году получил звание профессора Ленинградского политехнического института и возглавил кафедру электрической тяги. Под его руководством на кафедре была создана лаборатория электрической тяги. Одновременно с работой в политехническом институте, с 1930 по 1936 год Лебедев был заведующим кафедрой электротяги в Московском энергетическом институте, а с 1932 по 1941 год — заведующим кафедрой электротяги в Ленинградском институте инженеров железнодорожного транспорта. С 28 января 1939 года — член-корреспондент Академии наук СССР по Отделению технических наук (электротехника). В Академии наук занимался разработкой новых систем электрической тяги.
Скончался в Ленинграде 5 июля 1941 года. Похоронен на Богословском кладбище (Лесная дорога, участок 47).

## Сочинения
- Электрический расчет рабочей сети электрических жел. дорог, «Электричество», 1926, № 11;
- Расчеты элементов электрических железных дорог. Л., 1930;
- Основы электрической тяги, Л. — М., 1937;
- К вопросу о методике выбора системы электрической тяги, «Известия АН. СССР. Отделение технических наук», 1939, № 9.